# Towa Tei

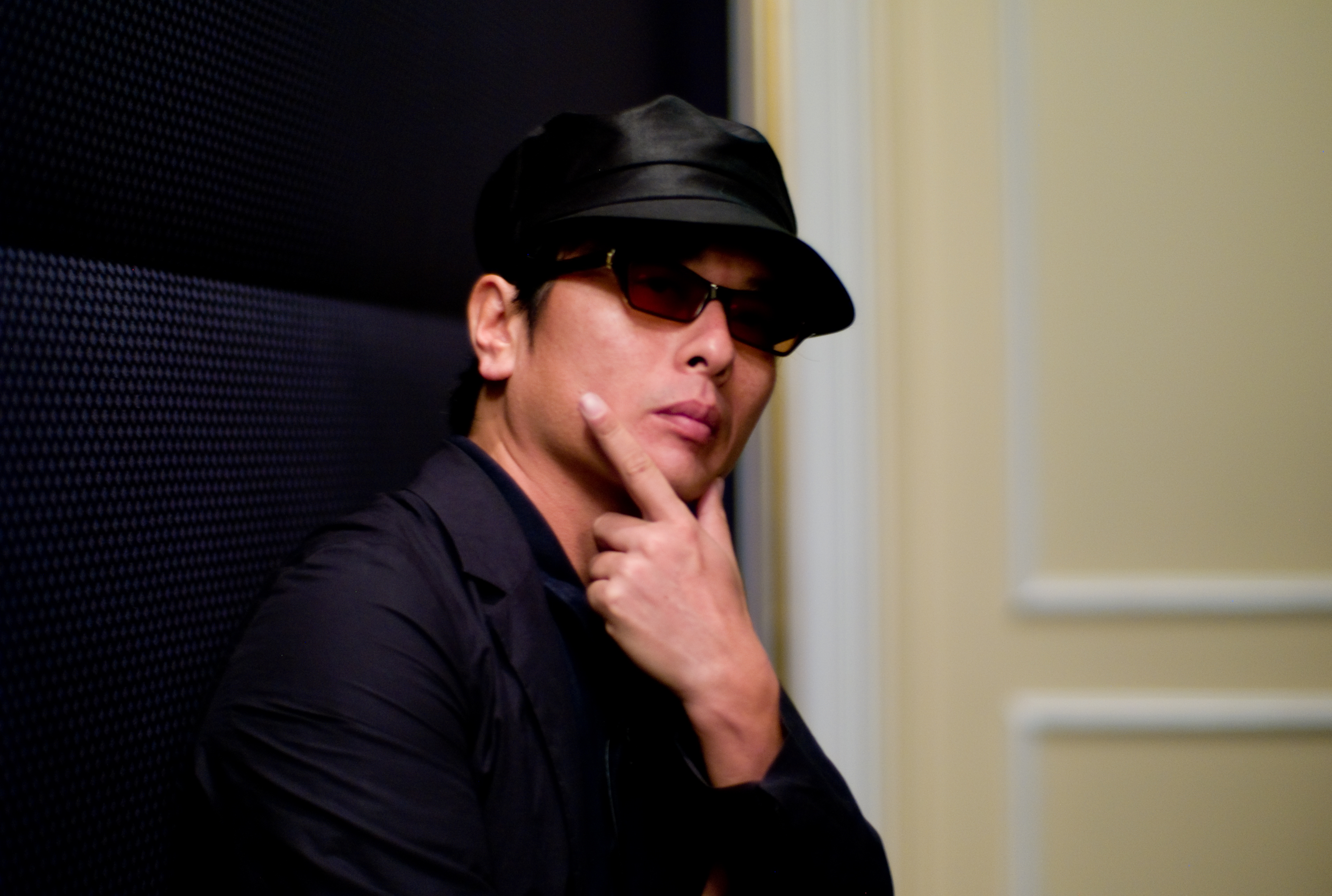
Towa Tei

Towa Tei, född 1964, är en japansk kompositör, musikproducent, DJ och musikartist. Bandmedlem i Deee-Lite. Strax efter att ha lämnat gruppen släppte han sitt första soloalbum i 1995, future listening. Hans andra album släpptes 1998, sound museum. Tredje albumet kom år 2000, last century modern, och det fjärde släpptes 2005, flash.
Towa är också känd för sina remixer av andra artisters verk, till exempel remixen av Björks hyper-ballad. Han har även gjort en remix av En Vogues whatever.
Otaliga artister har bidragit till hans album. Kylie Minogue sjunger på 'GBI' från albumet sound museum.
Towa Tei är även hjärnan bakom 'SP-1200' och 'Sweet Robots Against the Machine'.

## Diskografi

### Album
- Future Listening (1995)
- Sound Museum (1998)
- Last Century Modern (2000)
- Flash (2005)